# Furnas County
Furnas County ist ein County im Bundesstaat Nebraska der Vereinigten Staaten. Der Verwaltungssitz (County Seat) ist Beaver City, das nach seiner Lage im Beaver River Valley benannt wurde.

## Geographie
Das County liegt im Süden von Nebraska, grenzt an den Bundesstaat Kansas und hat eine Fläche von 1866 Quadratkilometern, wovon 6 Quadratkilometer Wasserfläche sind. An das Furnas County grenzen folgende Countys:
| Frontier County         | Gosper County          | Phelps County |
| Red Willow County       |                        | Harlan County |
| Decatur County (Kansas) | Norton County (Kansas) |               |

## Geschichte
Furnas County wurde 1873 gebildet. Benannt wurde es nach dem Gouverneur Robert W. Furnas.
Zwei Bauwerke des Countys sind im National Register of Historic Places eingetragen (Stand 11. Februar 2018).

## Demografische Daten

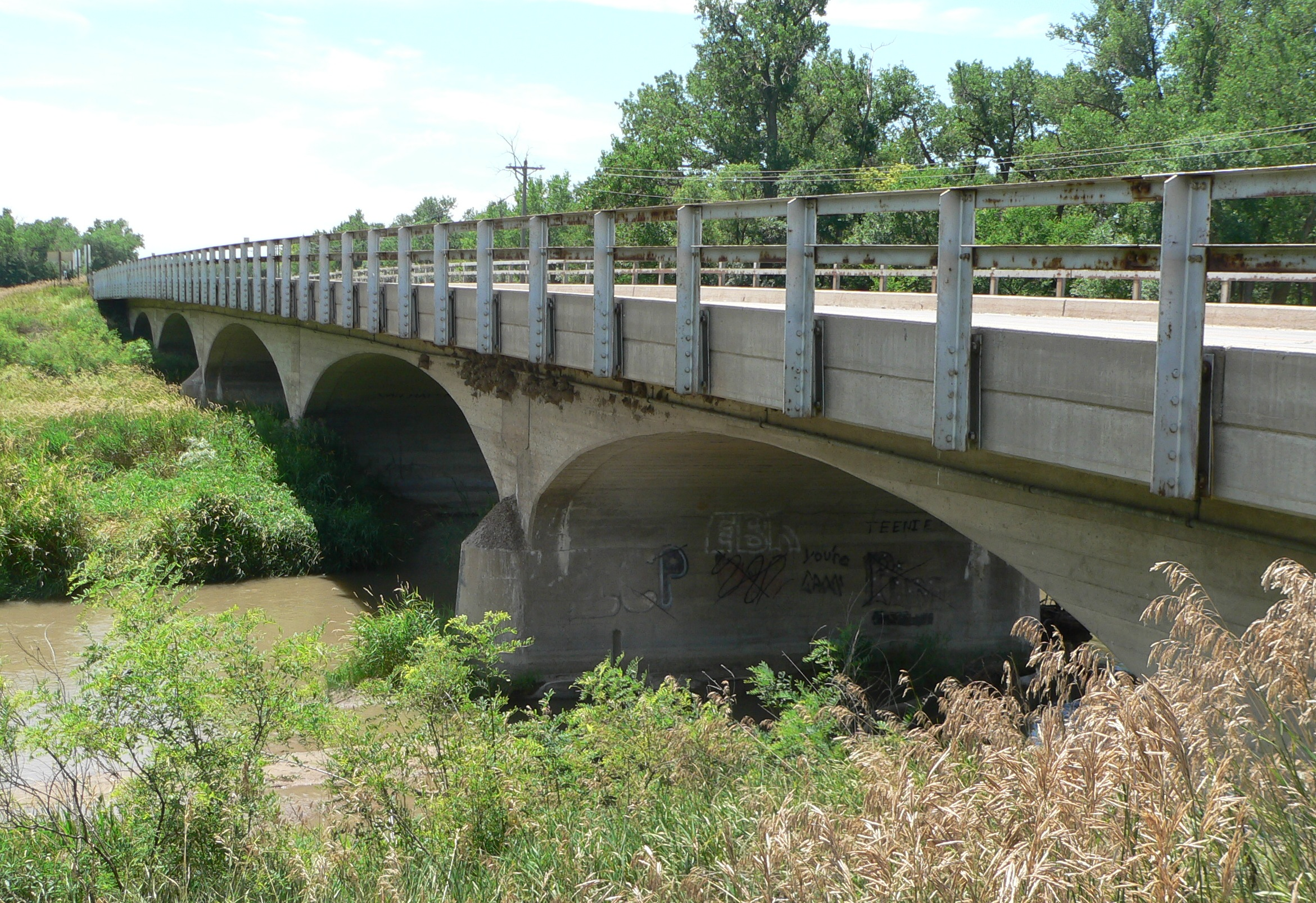
Cambridge State Aid Bridge, gelistet im NRHP

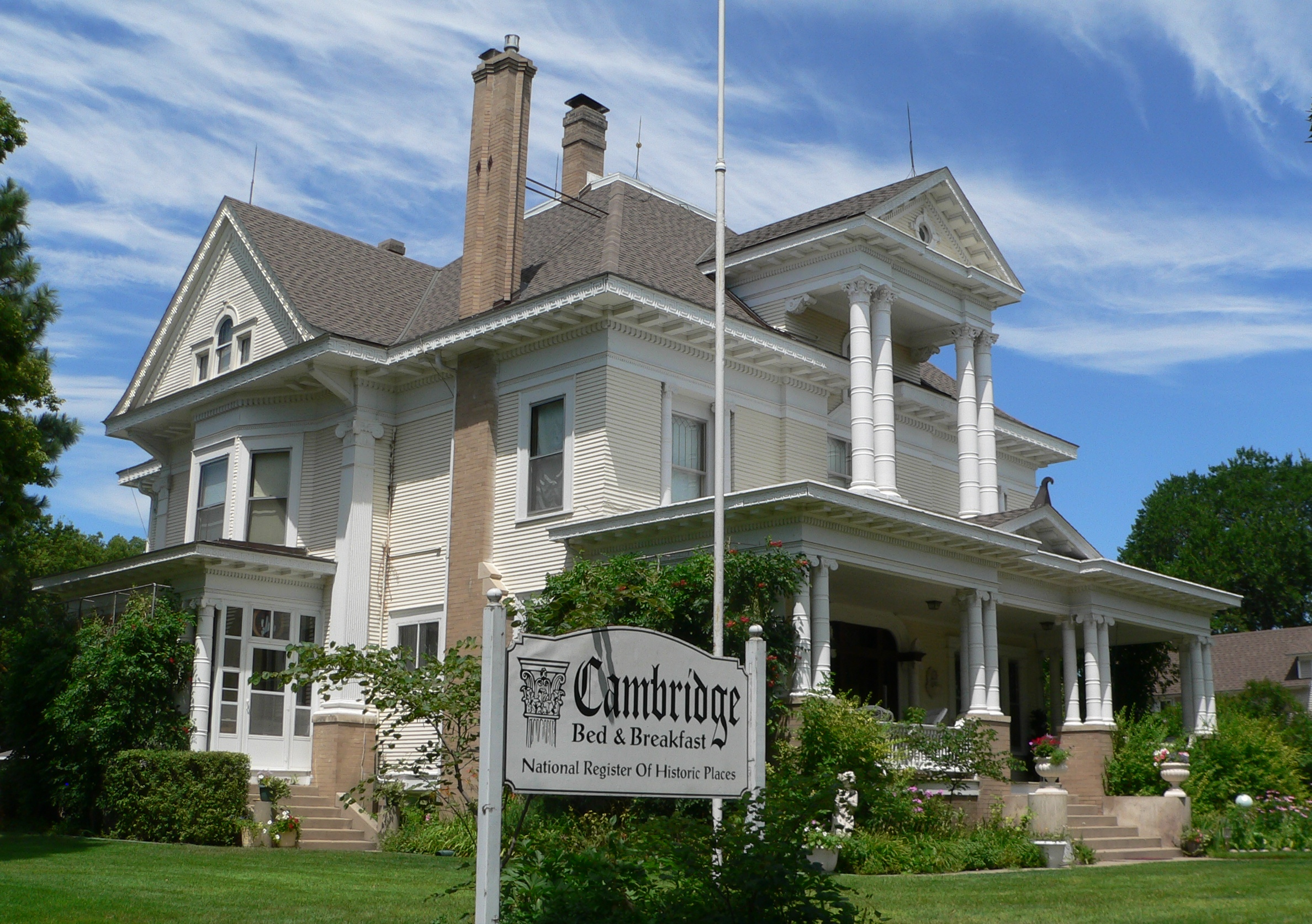
W. H. Faling House, gelistet im NRHP

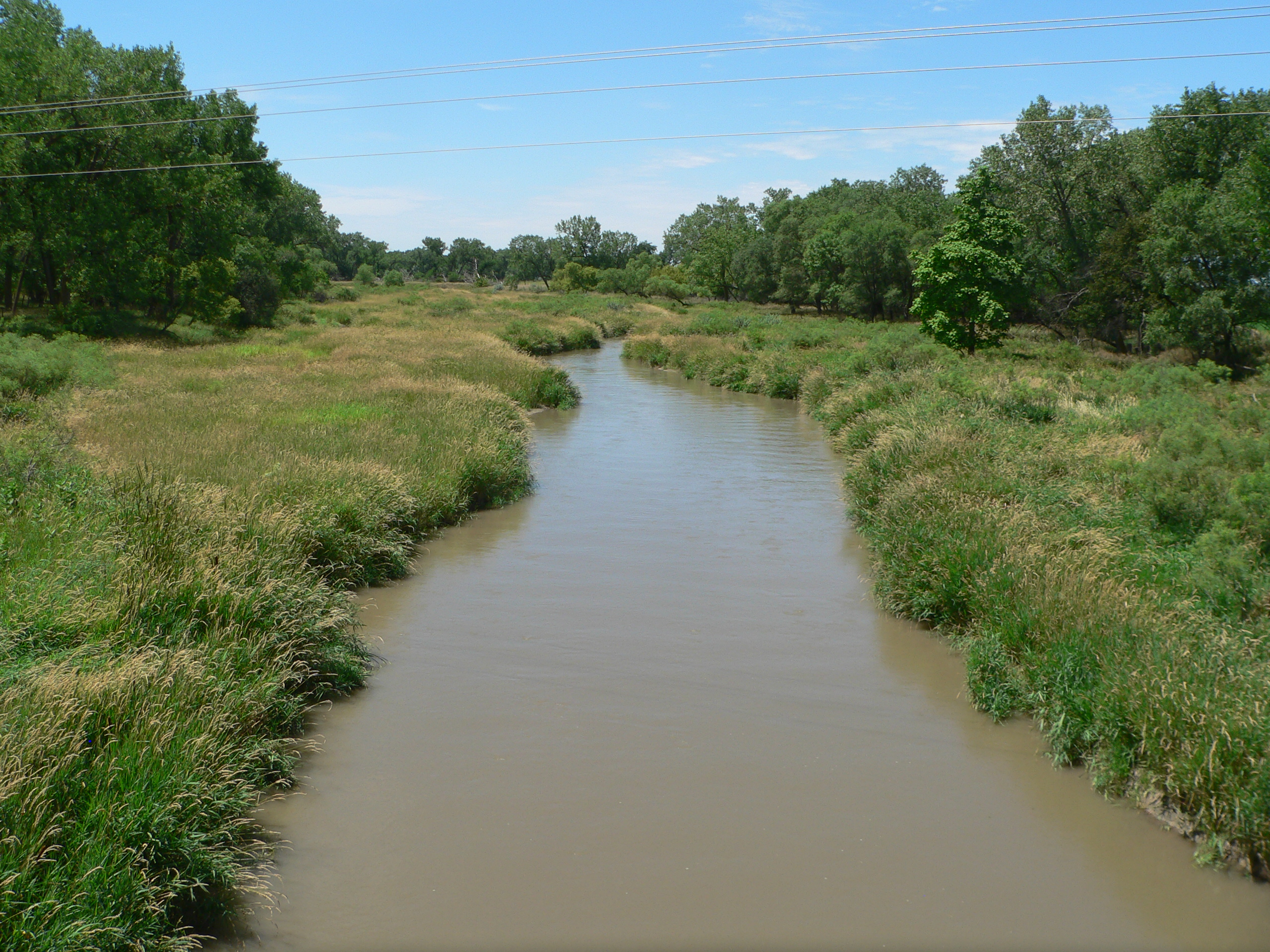
Der Republican River, südlich von Cambridge

Nach der Volkszählung im Jahr 2000 lebten im Furnas County 5324 Menschen. Davon wohnten 134 Personen in Sammelunterkünften, die anderen Einwohner lebten in 2278 Haushalten und 1489 Familien. Die Bevölkerungsdichte betrug 3 Einwohner pro Quadratkilometer. Ethnisch betrachtet setzte sich die Bevölkerung zusammen aus 98,2 Prozent Weißen, 0,1 Prozent Afroamerikanern, 0,4 Prozent amerikanischen Ureinwohnern, 0,2 Prozent Asiaten und 0,3 Prozent aus anderen ethnischen Gruppen; 0,8 Prozent stammten von zwei oder mehr Ethnien ab. 1,2 Prozent der Bevölkerung waren spanischer oder lateinamerikanischer Abstammung.
Von den 2278 Haushalten hatten 28,0 Prozent Kinder und Jugendliche unter 18 Jahre, die bei ihnen lebten. 57,2 Prozent waren verheiratete, zusammenlebende Paare, 5,9 Prozent waren allein erziehende Mütter, 34,6 Prozent waren keine Familien, 32,5 Prozent waren Singlehaushalte und in 19,8 Prozent lebten Menschen im Alter von 65 Jahren oder darüber. Die Durchschnittshaushaltsgröße betrug 2,28 und die durchschnittliche Familiengröße lag bei 2,88 Personen.
Auf das gesamte County bezogen setzte sich die Bevölkerung zusammen aus 24,1 Prozent Einwohnern unter 18 Jahren, 5,3 Prozent zwischen 18 und 24 Jahren, 22,8 Prozent zwischen 25 und 44 Jahren, 23,9 Prozent zwischen 45 und 64 Jahren und 23,8 Prozent waren 65 Jahre alt oder darüber. Das Durchschnittsalter betrug 44 Jahre. Auf 100 weibliche Personen kamen 92,3 männliche Personen. Auf 100 Frauen im Alter von 18 Jahren oder darüber kamen statistisch 88,0 Männer.
Das jährliche Durchschnittseinkommen eines Haushalts betrug 30.498 USD, das Durchschnittseinkommen der Familien betrug 37.000 USD. Männer hatten ein Durchschnittseinkommen von 26.563 USD, Frauen 19.918 USD. Das Prokopfeinkommen betrug 17.223 USD. 6,9 Prozent der Familien und 10,6 Prozent der Bevölkerung lebten unterhalb der Armutsgrenze. Darunter waren 14,5 Prozent der Kinder und Jugendlichen unter 18 Jahren und 10,5 Prozent der Menschen im Alter ab 65 Jahren.

## Orte im County
- Arapahoe
- Beaver City
- Cambridge
- Edison
- Hendley
- Henry
- Holbrook
- Hollinger
- Oxford
- Precept
- Roach
- Scoville
- Wilsonville